# Towarzystwo Fotograficzne im. Edmunda Osterloffa w Radomsku
Towarzystwo Fotograficzne im. Edmunda Osterloffa w Radomsku – stowarzyszenie utworzone w 1962 roku, z inicjatywy dwudziestu admiratorów sztuki fotograficznej z Radomska i okolic.

## Historia
Towarzystwo Fotograficzne im. Edmunda Osterloffa w Radomsku utworzono 7 lutego 1962, w dniu 12 kwietnia zatwierdzono statut stowarzyszenia. W 1963 towarzystwo zostało przyjęte w poczet członków zbiorowych, istniejącej w latach 1961–1989 Federacji Amatorskich Stowarzyszeń Fotograficznych w Polsce – towarzystwo było członkiem zbiorowym FASFwP do roku 1984. FASFwP była m.in. organizatorem wielu wystaw fotograficznych na terenie całego kraju, w których (w latach 1965–1966) aktywnie uczestniczyli członkowie Towarzystwa Fotograficznego im. Edmunda Osterloffa w Radomsku. W 1967 towarzystwo było organizatorem własnej wystawy fotograficznej Radomsko – powiat – dawniej i dziś oraz dwuletniej wystawy objazdowej po powiecie radomszczańskim. Towarzystwo było organizatorem kursów fotograficznych dla amatorów fotografii (m.in. 1963, 1968). W 1969 zorganizowano konkurs fotograficzny o zasięgu powiatowym – Piękna jest nasza Ziemia Radomszczańska. W latach 70. XX wieku zorganizowano m.in. wystawy: X jubileuszowa wystawa amatorskiej fotografii artystycznej członków Towarzystwa Fotograficznego, Las (1974), Dziecko (1977) oraz w ramach prezentacji twórczości fotografów spoza stowarzyszenia – wypożyczono krakowską wystawę Venus 70 (Wystawa Venus w Krakowie). 
W 1978 sporządzono wykaz osób zasłużonych, które przyczyniły się do rozwijania działalności stowarzyszenia – m.in. Marian Danek, Jakub Lechowski, Janina Sowińska, Mikołaj Wuro. W latach 80. XX wieku stowarzyszenie było organizatorem wystawy XX jubileuszowa wystawa amatorskiej fotografii artystycznej członków Towarzystwa Fotograficznego oraz wystawy Nasze Miasto Radomsko (1988). Od połowy lat 90. XX wieku – Towarzystwo Fotograficzne im. Edmunda Osterloffa w Radomsku, we współpracy z  Przedborskim Parkiem Krajobrazowym było organizatorem cyklicznego Ogólnopolskiego Pleneru Fotograficznego Natura i Krajobraz. 
W 1998 Towarzystwo Fotograficzne im. Edmunda Osterloffa w Radomsku zostało przyjęte w poczet członków zbiorowych Fotoklubu Rzeczypospolitej Polskiej Stowarzyszenia Twórców – w działalności Fotoklubu RP stowarzyszenie uczestniczyło do 2020. W 1999 towarzystwu nadano imię Edmunda Osterloffa. W tym samym czasie – dla upamiętnienia postaci imię Edmunda Osterloffa – ustanowiono cykliczny konkurs fotografii czarno białej, o zasięgu międzynarodowym – biennale Postać ludzka w pejzażu.

## Działalność
Towarzystwo Fotograficzne im. Edmunda Osterloffa w Radomsku każdego roku organizuje wystawy fotograficzne – indywidualne i zbiorowe swoich członków, wystawy pokonkursowe oraz wystawy poplenerowe (m.in.) we własnej przestrzeni wystawienniczej – Małej Galerii Fotografii, założonej w 2001 w korytarzu Miejskiej Biblioteki Publicznej w Radomsku. Działalność towarzystwa to również prezentacja wystaw fotograficznych artystów spoza stowarzyszenia. Towarzystwo Fotograficzne im. Edmunda Osterloffa w Radomsku jest organizatorem wielu konkursów fotograficznych, plenerów, wycieczek o charakterze fotograficznym oraz licznych kursów, warsztatów fotograficznych dla amatorów fotografii. Współpracuje z innymi ośrodkami kultury w Radomsku. Celem działalności stowarzyszenie jest poznanie, pokazanie i rozpowszechnianie dorobku twórczego polskiej fotografii artystycznej, jak również porównanie umiejętności artystów fotografii i amatorów fotografii. 

## Władze

### Zarząd
- Edyta Smędzik – prezes Zarządu
- Grzegorz Łyp – wiceprezes Zarządu
- Paweł Lipiński – skarbnik

### Komisja rewizyjna
- Stanisław Mucharski
- Włodzimierz Tyczyński
- Marek Ambrozik

Źródło:.

## Członkowie honorowi
- Mieczysław Cybulski – Warszawa
- Jakub Lechowski – Radomsko
- Janusz Mielczarek – Częstochowa
- Stanisław Orłowski – Zamość
- Barbara Osterloff – Warszawa
- Jerzy Piątek – Kielce
- Paweł Pierściński – Kielce
- Karol Walaszczyk – Radomsko
- Piotr Wypych – Piotrków Trybunalski
- Krzysztof Zygma – Radomsko

Źródło.

## Prezesi Zarządu
- Mikołaj Wuro (1962–1964)
- Waldemar Majzner (1964–1967)
- Jakub Lechowski (1967–1995)
- Cezariusz Belica (1995–1996)
- Wojciech Starczewski (1996–2002)
- Karol Walaszczyk (2002–2009)
- Marcin Kwarta (2009–2014)
- Cezariusz Belica (2014–)
- Edyta Smędzik (2022–)[14]

Źródło.